# Dobrivleanî, Jîdaciv
Dobrivleanî (în ucraineană Добрівляни) este un sat în comuna Zahirociko din raionul Jîdaciv, regiunea Liov, Ucraina.

## Demografie
Componența lingvistică a localității Dobrivleanî
     Ucraineană (100%)
Conform recensământului din 2001, toată populația localității Dobrivleanî era vorbitoare de ucraineană (100%).